# Cavaglià
Cavaglià (piemontiul: Cavajà) település Olaszországban, Piemont régióban, Biella megyében. Lakosainak száma 3497 fő (2023. január 1.). Cavaglià Alice Castello, Carisio, Roppolo, Salussola, Santhià és Dorzano községekkel határos.

## Népesség
A település lakossága az elmúlt években az alábbi módon változott:
| Lakosok száma | 3641 | 3653 | 3497 |
|               | 2017 | 2018 | 2023 |